# Frances Smith

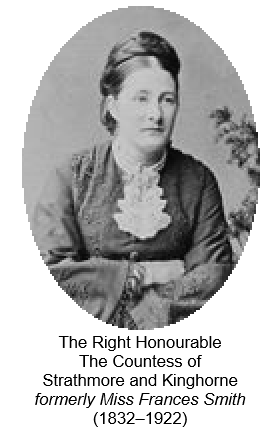
Frances Smith

Frances Dora Bowes-Lyon, gravin van Strathmore en Kinghorne (Marylebone, 29 juli 1832 — Chelsea, 5 februari 1922) was een overgrootmoeder van de Britse koningin Elizabeth II.
Frances Dora Smith was een dochter van  Oswald Smith en Henrietta Hodgson. Op 28 september 1853 trouwde zij met Claude Bowes-Lyon. Het echtpaar kreeg elf kinderen.
- Claude (1855-1944), 14e graaf van Strathmore en Kinghorne,
- Francis (1856-1948),
- Ernest (1858-1891),
- Herbert (1860-1897),
- Patrick (1863-1946),
- Constance Frances (1865-1951),
- Kenneth (1867-1911),
- Mildred Marion (1868-1897),
- Maud Agness (1870-1941),
- Evelyn Mary (1872-1876),
- Malcolm  (1874-1957).